# Mező Boglárka
Mező Boglárka (Debrecen, 1987. szeptember 24. –) paralimpiai ezüstérmes, világbajnok, Európa-bajnok kard-, tőr- és párbajtőrvívó; jogtanácsos.

## Sportpályafutása
Épen született, azonban kamaszként, 15 éves korában olyan rossz lelkiállapotba került, hogy úgy döntött, eldobja az életét. Egy magas épület tetejéről ugrott le. Túlélte a balesetet, de két csigolyája eltört, melynek következtében jobb lába lebénult és kerekesszékbe került. 
2011-ben, egyetemi professzorának köszönhetően ismerkedett meg a kerekesszékes vívással. Elsődleges fegyverneme a kard, de vív a másik két fegyvernemben, tőrben és párbajtőrben is. Edzője kezdetben Dávid László, később kardban Erdei Péter, tőrben pedig Nagy József. Eleinte „A” kategóriában vívott, amely a kevésbé sérült, önállóan felállni képes versenyzőket jelöli, majd ismételt klasszifikációt követően 2017-ben „B” kategóriába került, ahol a súlyosabb sérültek vívnak.

### 2013–2021
2013-ben az országos bajnokságon kard egyéniben ezüstérmes, rá egy évre bronzérmes. A 2014-es egri világkupán a kilencedik helyen végzett. A 2015-ös világbajnokságon a csoportkörben fejezte be a küzdelmeket. A 2016 februári világkupán elindult, de a sajtó nem számolt be az eredményeiről. 2017 novemberében az integrált országos bajnokságon kardban ezüstérmet szerzett. 2018 áprilisában indult a pisai világkupán, de eredményei újfent nem jelentek meg a sajtóban. Májusban, a világkupa montréali állomásán az első alkalommal versenyző kardcsapat tagjaként rögtön győzelmet ünnepelhetett, kard egyéniben pedig bronzérmet akasztottak a nyakába. Szeptemberben, a Terniben rendezett kontinenstornán kard egyéniben ezüstérmes volt, a csapatversenyekben pedig mind kardban, mind tőrben bronzérmet szerzett. Novemberben a tbiliszi helyszínen tőr egyéniben a 17. helyen végzett, kardban 9., míg a tőr csapattal ezüstérmes. Decemberben a kiotói világkupán kard egyéniben bronzérmet, míg a párbajtőr csapat tagjaként Krajnyák Zsuzsannával és Veres Amarillával bronzérmet szerzett. A 2019 februárjában, az emeritásokbeli Sardzsa városában rendezett világkupán a tőrcsapattal bronzérmet szerzett. A márciusi pisai világkupán a párbajtőrcsapat tagjaként a dobogó harmadik fokára állhatott fel. Májusban Sao Pauloban a tőrcsapattal a dobogó második fokára állhatott. A nyári világkupa eseményen Varsóban a párbajtőr csapattal bronzérmes lett. A szeptemberi dél-koreai, Cshongdzsuban rendezett világbajnokságon kard egyéniben ezüstérmet, a tőrcsapattal pedig történelmi jelentőségű világbajnoki címet szerzett, mivel magyar csapat világbajnoki cím még sosem született kerekesszékes vívásban. 2020-ban az egri világkupát még megrendezték februárban, ahol kard egyéniben és a tőr csapat tagjaként bronzérmet szerzett. Márciusban kitört a koronavírus járvány, így az év összes versenyét törölték, a paralimpiát pedig egy évvel elhalasztották. A 2021-es évben a kedvezőtlen járványadatok miatt a játékokat megelőzően nem rendeztek versenyeket. Élete első paralimpiáján, Tokióban kard egyéniben hatodik, míg a tőrcsapat tagjaként bronzérmet szerzett.

### 2021–
Kézműtéte után, a 2022 szeptemberi pisai világkupán állt újra rajthoz, ahol a párbajtőrcsapattal a döntőbe jutottak, de sérülés miatt nem tudták vállalni a küzdelmeket, így ezüstérmet szereztek. A novemberi egri világkupa-versenyen kard egyéniben a dobogó legalsó fokára állhatott. A decemberi Európa-bajnokságon kard egyéniben bronzéremmel gyarapította éremgyűjteményét, a párbajtőrcsapat tagjaként második lett. 2023 januárjában, a világkupa-sorozat első állomásán, Washington, D.C-ben kardban bronzérmet szerzett, míg a párbajtőrcsapattal az ötödik helyen végzett. A márciusi világkupán, Pisában tőrben 16., kardban hatodik, akárcsak a csapattal. Áprilisban a franciaországi Nîmes-ben versenyeztek, ahol kard egyéniben hatodik lett, míg a tőrcsapattal Krajnyák Zsuzsannával és Veres Amarillával a dobogó második fokára állhatott. A júliusi varsói világkupán kard egyéniben hatodik, tőrben 13., párbajtőrben 35. helyen végzett. A párbajtőrcsapattal negyedikek lettek. Szeptemberben a dél-koreai Puszanban tőr egyéniben 15. lett, míg kardban ezüstérmet szerzett. A párbajtőrcsapat tagjaként hatodik helyen végzett. A novemberben megrendezett világbajnokságon, melynek az olaszországi Terni adott otthont, mind a tőr-, mind a párbajtőrcsapattal bronzérmet szerzett, kard egyéniben pedig kilencedik lett. Decemberben a thaiföldi Nakhonratcsaszima városában rendezték a viadalt, a tőrkülönítmény bronzérmet szerzett. 2024 első világkupaversenyén, Cardiffban a párbajtőrcsapattal Thaiföld ellenében bronzérmes, kard egyéniben pedig a hatodik helyet szerezte meg. A márciusi párizsi EB-n kard egyéniben ötödik, tőrben pedig a második helyen végzett, míg a tőrcsapat tagjaként Európa-bajnoki címet szerzett. Májusban a világkupa são paulo-i állomásán kard egyéniben hetedik, a tőrcsapattal Kína mögött pedig a második. Júliusban a varsói világkupán – amely a paralimpia előtti utolsó verseny volt – kard egyéniben hetedik lett. Indult volna a párbajtőrcsapattal a csapatversenyben is, de megsérült, így visszaléptek. A párizsi paralimpián kard egyéniben kínai ellenfele jobbnak bizonyult nála a negyeddöntőben, így az új lebonyolítás szerint a vigaszágra került. Itt négy forduló megnyerésével a bronzéremig lehet eljutni, azonban a harmadik asszójában kikapott, így hatodikként zárt. A tőr egyéni küzdelmeitől kiújuló kézsérülése miatt visszalépett, hogy a csapatversenyben bevethető legyen. A tőrözők csapatversenyében érte el pályafutása eddigi legnagyobb sikerét. A Krajnyák Zsuzsanna, Hajmási Éva és Veres Amarilla alkotta kvartett tagjaként a döntőbe jutott, ahol Kínával szemben maradtak alul, és ezüstérmet szereztek. A párbajtőrcsapattal – a kedvezőtlen sorsolás miatt – ugyancsak Kína ellen nem jutottak be a legjobb négy közé.

## Eredményei
- paralimpiai ezüstérmes (2024)
- paralimpiai bronzérmes (2021)
- világbajnok (2019)
- világbajnoki ezüstérmes (2019)
- kétszeres világbajnoki bronzérmes (2023 2x)
- Európa-bajnok (2024)
- háromszoros Európa-bajnoki ezüstérmes (2018), (2022), (2024)
- háromszoros Európa-bajnoki bronzérmes (2018 2x), (2022)

## Tanulmányai és karrierje
A Debreceni Egyetem Állam- és Jogtudományi Karán diplomázott 2014-ben, 2017-ben kriminalisztikai szakvizsgát tett. 2016-ban kezdett dolgozni a Budapesti Rendőrfőkapitányság Általános Jog- és Perképviseleti Főosztályán, először, mint jogi előadó, 2021-es újabb szakvizsgáját követően pedig mint jogtanácsos. A 2024-es helyi önkormányzati választásokon a Fidesz jelöltjeként indult; Gyálon a 04. számú egyéni választókerületben mandátumot szerzett.

## Díjai, elismerései
- Az Év Fogyatékos Csapata (2018)[46]
- Magyar Arany Érdemkereszt (2021)[47]
- Az Év Fogyatékos Csapatának tagja (2021)[48]
- Gyál Kiváló Sportolója
- A Magyar Érdemrend lovagkeresztje (polgári tagozat) (2024)[49]

## Családja
Férje Madarász Dezső, 2024-ben a főként megváltozott munkaképességű munkavállalókat foglalkoztató Kézmű Közhasznú Nonprofit Kft. beszerzési és közbeszerzési igazgatója. 2017 óta élnek házasságban.